# 富沢薬品
富沢薬品株式会社（とみざわやくひん）は、千葉県館山市に本社を置く主に薬局の経営、医薬品・医療機器の卸売りを扱う企業である。
房総半島の内房エリアにおいて、薬局の店舗を経営している。

## 概要
- 本社・千葉県館山市北条1821
- 代表取締役社長　富沢道博
- 資本金1,000万円

## 沿革
- 1897年（明治30年）3月医薬品販売開始
- 1947年（昭和22年）9月資本金350万円で「株式会社富沢薬局」設立
- 1966年（昭和41年）12月「富沢薬品株式会社」と商号変更

## 薬局
- 富沢薬局 本店 
  - 千葉県館山市北条1821
- とみざわ薬局 君津店 
  - 千葉県君津市台1-5-4
- とみざわ薬局 大和店 
  - 千葉県木更津市大和2-2-16
- やまと薬局
  - 千葉県木更津市大和1-9-6
- わかば薬局
  - 千葉県木更津市東中央2-10-14
- やながわ薬局 駅前店
  - 千葉県木更津市東中央1-1-7
- たかさご薬局
  - 千葉県木更津市高砂3-2-17
- 養の薬局
  - 千葉県袖ケ浦市神納2-11-9

## 営業所
- 本社・千葉県館山市北条1821
- 木更津・千葉県木更津市文京1-4-24
- 千葉・千葉県千葉市中央区南町3-14-16
- 大網・千葉県大網白里市富田八石28-5

## 主な取引メーカー
- 三共
- 大鵬薬品
- 住友製薬
- 萬有製薬
- ミドリ十字
- 旭化成

## リンク
- とみざわ薬局グループ